# Thrypticus deficiens
Thrypticus deficiens är en tvåvingeart som beskrevs av Robinson 1980. Thrypticus deficiens ingår i släktet Thrypticus och familjen styltflugor.
Artens utbredningsområde är Maryland. Inga underarter finns listade i Catalogue of Life.